# Cametours
Cametours ist eine französische Gemeinde mit 435 Einwohnern (Stand 1. Januar 2022) im Département Manche in der Region Normandie. Sie gehört zum Arrondissement Coutances und zum Kanton Quettreville-sur-Sienne.

## Geografie
In der Gemeindegemarkung vom Cametours entspringt der Lozon, der in Richtung Marigny-Le-Lozon nach Nordosten fließt. Weitere Nachbargemeinden sind Carantilly im Osten, Cerisy-la-Salle im Südosten, Montpinchon im Südwesten und Savigny im Westen.

## Bevölkerungsentwicklung
| Jahr      | 1962 | 1968 | 1975 | 1982 | 1990 | 1999 | 2008 | 2018 |
| --------- | ---- | ---- | ---- | ---- | ---- | ---- | ---- | ---- |
| Einwohner | 505  | 464  | 387  | 366  | 330  | 377  | 409  | 423  |

## Sehenswürdigkeiten

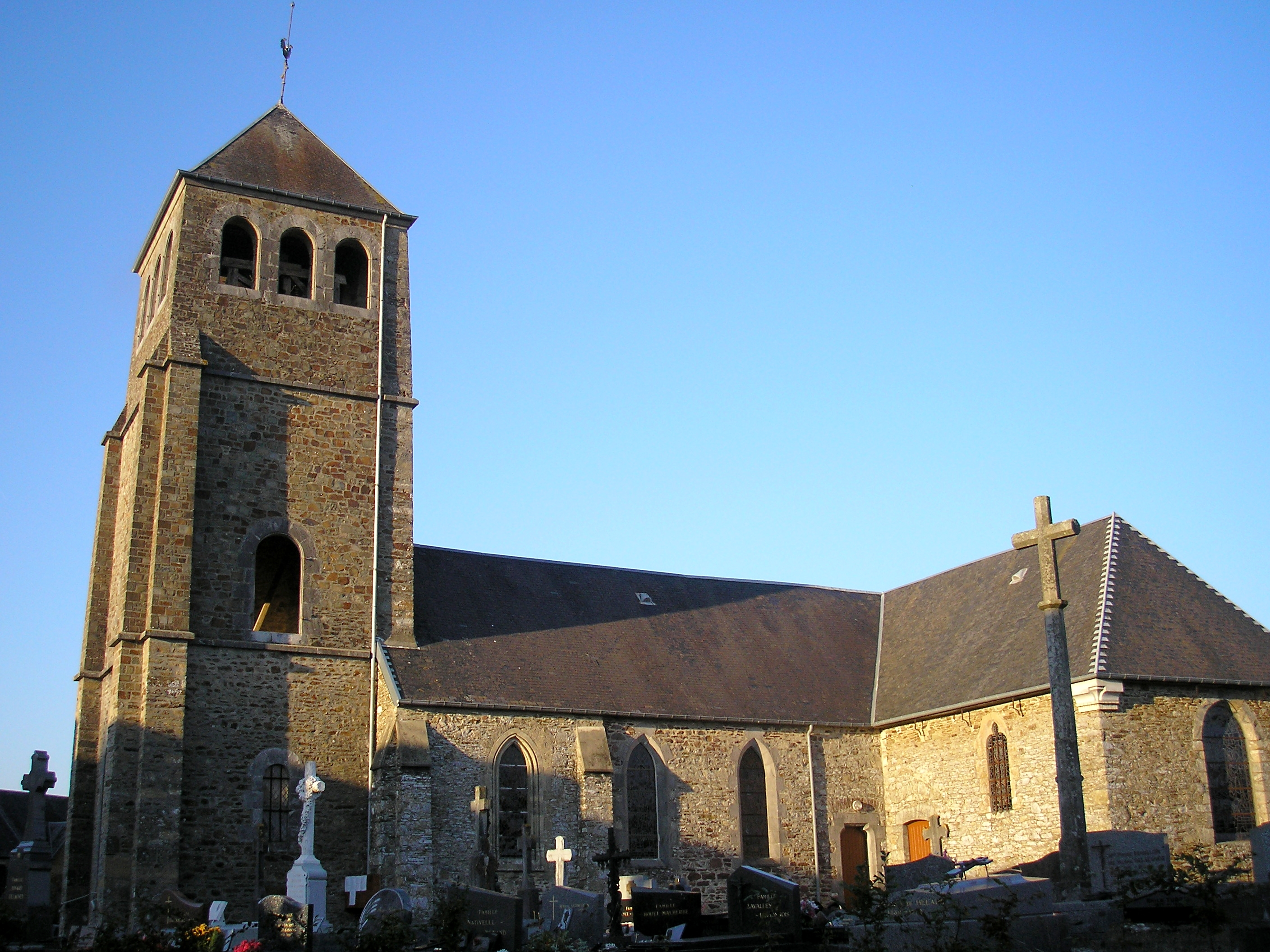
Kirche Notre-Dame
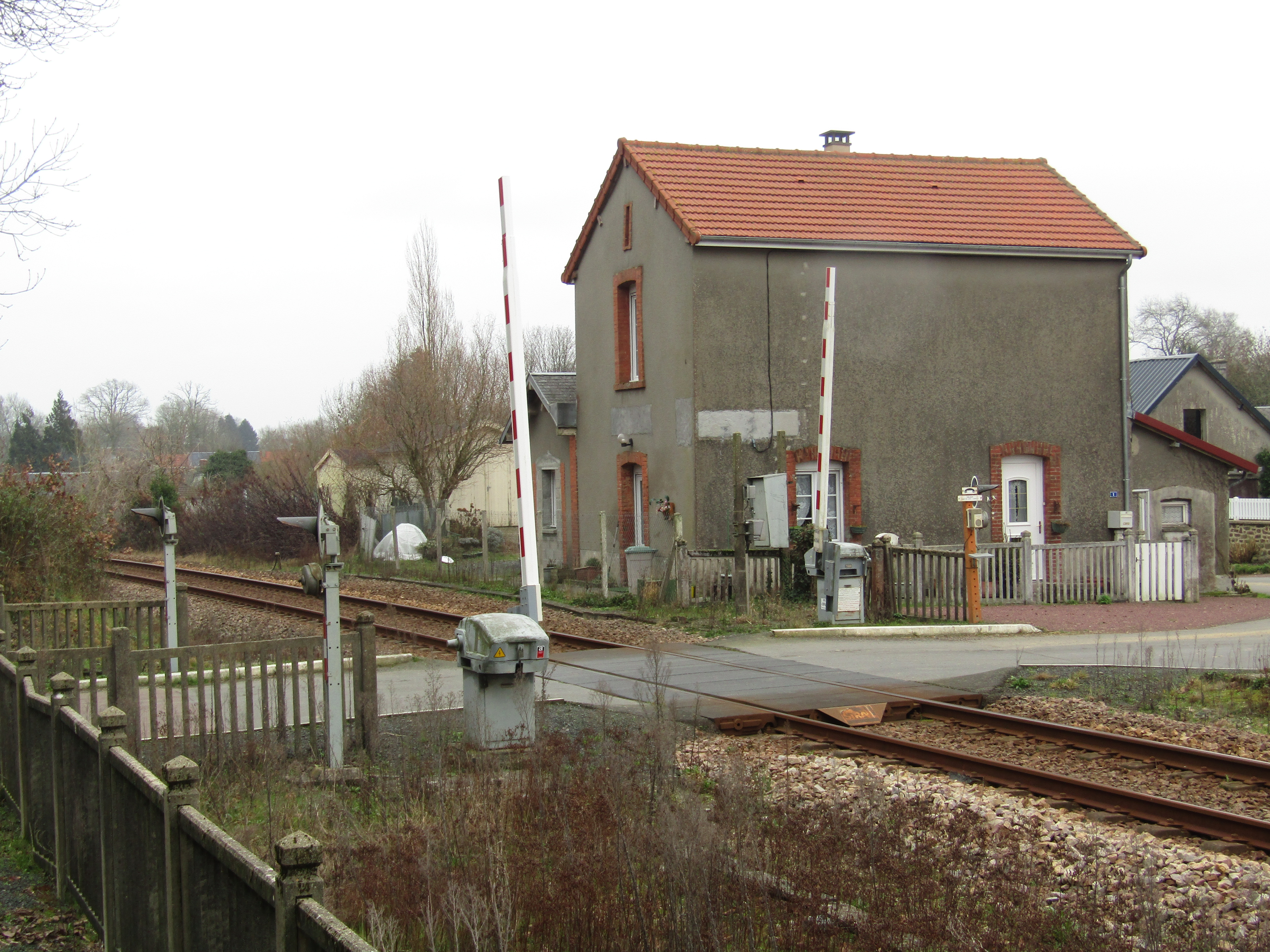
Ehemaliger Bahnhof von Cametours
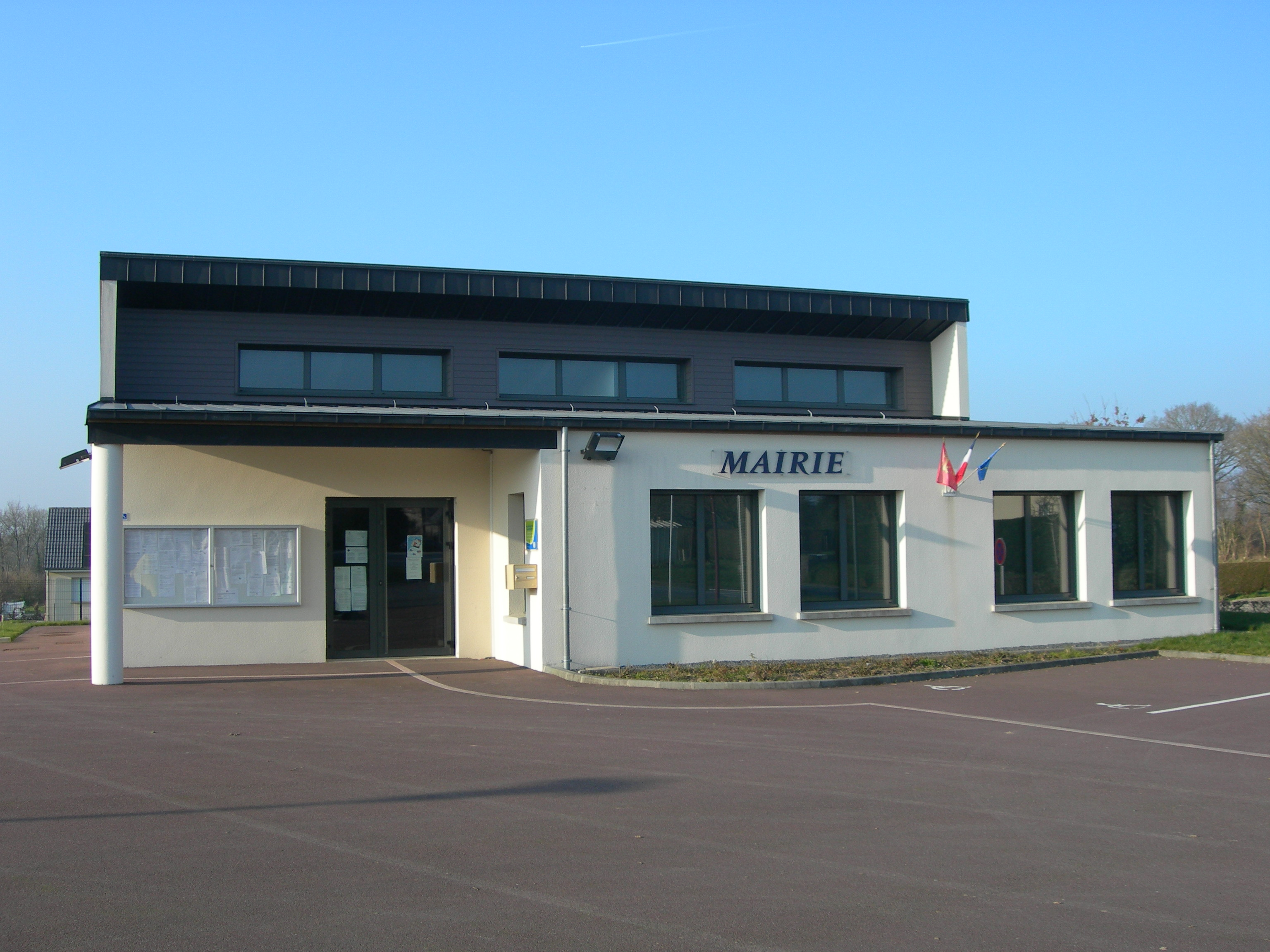
Mairie Cametours

- Kriegerdenkmal an der Kirche

- Kirche Notre-Dame
- Ehemaliger Bahnhof von Cametours
- Mairie Cametours